# Gaya gaudichaudiana
Gaya gaudichaudiana är en malvaväxtart som beskrevs av St.-hil.. Gaya gaudichaudiana ingår i släktet Gaya och familjen malvaväxter. Inga underarter finns listade i Catalogue of Life.